# ジュール・ペロー

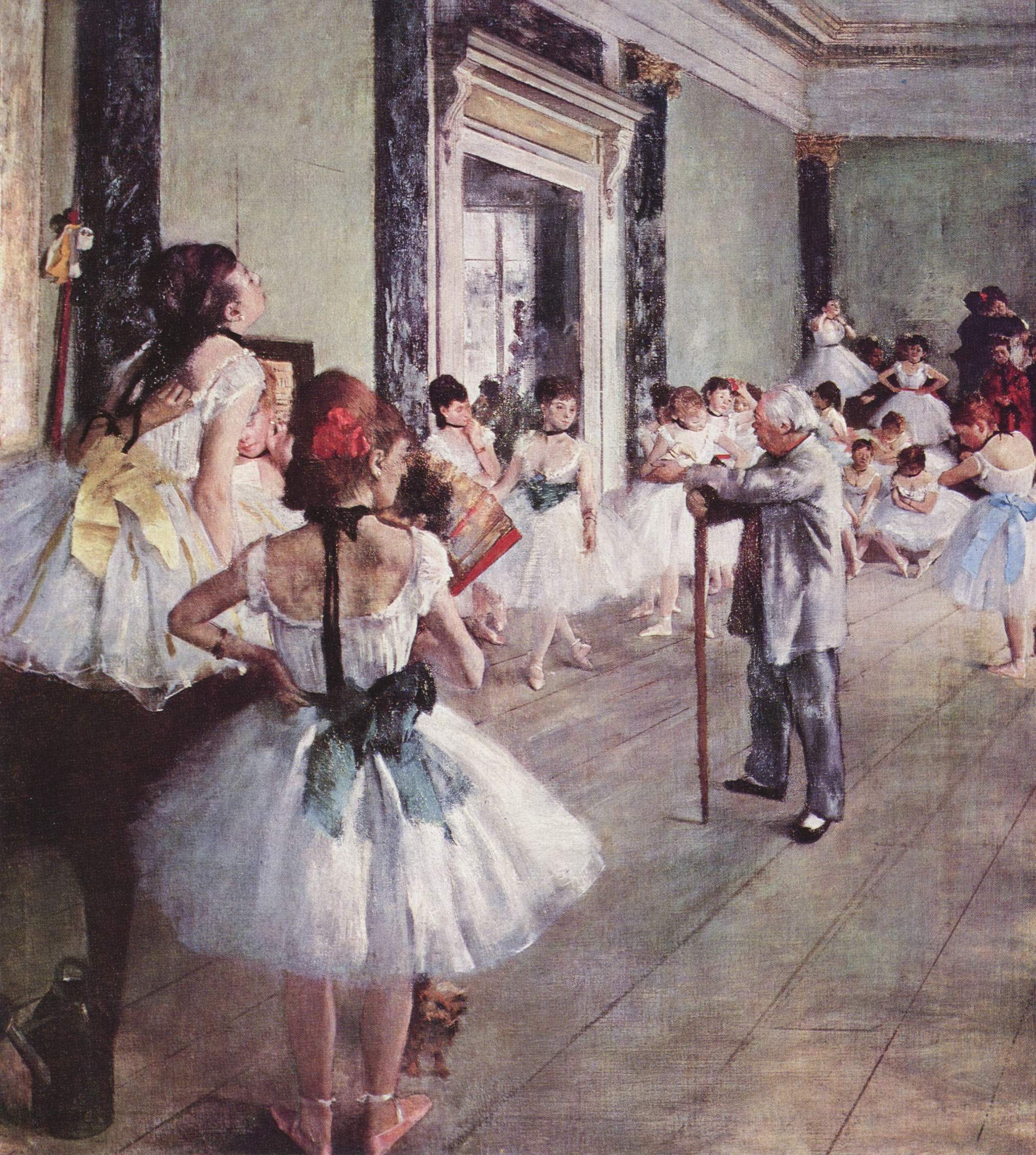
バレリーナたちを指導するジュール・ペロー、エドガー・ドガ画

ジュール・ジョゼフ・ペロー （Jules-Joseph Perrot, 1810年8月18日 - 1892年8月29日）は、フランスのバレエダンサー・振付家。のちにロシアの帝立バレエ団でバレエ監督となった。

## 来歴
ジュール・ペローはリヨンで生まれた。彼は同時代の偉大なロマンティック・バレリーナと踊っている。マリー・タリオーニとは短期間組んだことがあった。彼女は、ペローが自分より目立つのを恐れ、すぐに彼と組むのを断った。
ペローは1835年にパリ・オペラ座を離れ、ロンドン、ミラノ、ウィーンなどヨーロッパ諸都市を公演でまわった。ナポリで、彼は才能溢れるダンサーだったカルロッタ・グリジを見いだした。彼は彼女のバレエの師となり、恋人となり、1836年に自分のパートナーとしてグリジとロンドンで踊った。彼女が次世代のバレリーナとして頭角を現したのには、ペローの存在抜きには語れない。同じ年から、ペローは振付を始めた。
『ジゼル』の振付が成功すると、彼は『アルマ』や『妖精の名付け子』をファニー・チェッリートのために振り付けた。次の6年間は、ロンドンのハー・マジェスティーズ劇場のため定期的に振付をした。『オンディーヌ、またはナイアド』（1843年）、『エスメラルダ』（1844年）、『パリスの審判』（1846年）と有名な『パ・ド・カトル』（1845年）である。『パ・ド・カトル』では主役級の4人のバレリーナが同時に舞台に立つという難しい設定だったが、振付の傑作となった。ほとんどの作品で作曲を担当したのは、チェーザレ・プーニである。
1850年代に入ると、彼はダンサーとしてサンクトペテルブルクの帝立バレエと契約し、のちにはバレエ監督となった。ロシア滞在の最中に内妻カルロッタ・グリジと別れ、帝立劇場学校の生徒だったカピトリーヌ・サモヴスカヤと結婚し2子をもうけた。ロシアに残るかパリへ帰るか決めかねていた時、彼は自宅で思いも寄らない事故に見舞われた。何もしていないのに、壁に立てかけていた大きな鏡が倒れて粉々に砕け散ってしまったのである。彼は余生を送るためにパリへ帰った。
1892年、ペローはサン・マロで亡くなった。